# Jean Chassang
Jean Chassang (Disertinas, 8 de febrer de 1951) va ser un ciclista francès, que fou professional entre 1975 i 1984. Els seus majors èxits foren les victòries al Critèrium Nacional de la Ruta i una etapa a la París-Niça.

## Palmarès
- 1973
  - 1r al Tour Nivernais Morvan i vencedor d'una etapa
- 1977
  - 1r al Critèrium Nacional de la Ruta
- 1978
  - Vencedor d'una etapa a la Volta a Luxemburg
- 1979
  - Vencedor d'una etapa a la París-Niça
  - Vencedor de 2 etapes al Tour de Còrsega
  - Vencedor d'una etapa al Tour del Llemosí
- 1980
  - Vencedor d'una etapa al Tour d'Armòrica
- 1981
  -  Campió de França en ciclocròs
  - 1r al Gran Premi de la vila de Rennes
  - Vencedor d'una etapa al Tour d'Armòrica
  - Vencedor d'una etapa a l'Étoile des Espoirs
- 1982
  - Vencedor de 2 etapes al Tour d'Armòrica

### Resultats al Tour de França
- 1976. Abandona (10a etapa)
- 1977. Fora de control (17a etapa)
- 1979. 35è de la classificació general
- 1980. 74è de la classificació general
- 1981. 70è de la classificació general
- 1982. 80è de la classificació general